# Alnetoidia cedrelae
Alnetoidia cedrelae är en insektsart som beskrevs av Chou och Ma 1981. Alnetoidia cedrelae ingår i släktet Alnetoidia och familjen dvärgstritar. Inga underarter finns listade i Catalogue of Life.